# Golf von Batabanó
Koordinaten: 22° 15′ 0″ N, 82° 30′ 0″ W

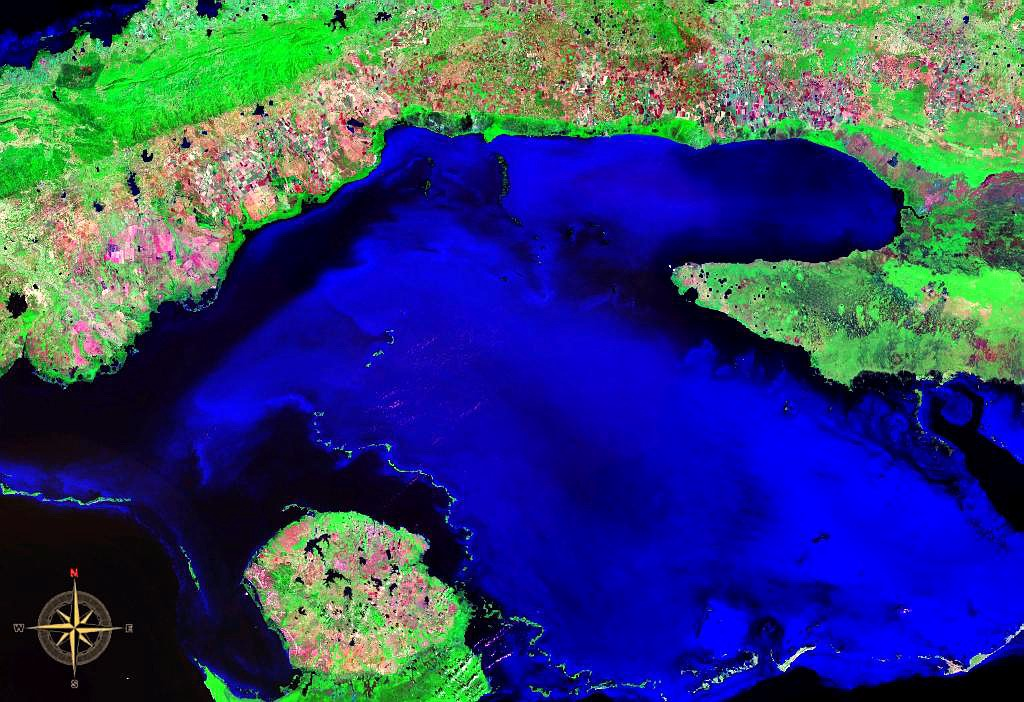
Golf von Batabanó als dem All gesehen (Falschfarben)

Der Golf von Batabanó (Spanisch: Golfo de Batabanó) ist eine Bucht oder eine Meerenge südwestlich von Kuba im Karibischen Meer und trennt die Hauptinsel Kuba von der Isla de la Juventud (Isla de Pinos).
Die nördliche Grenze des Golfs bildet die Südküste Kubas in den Provinzen Pinar del Río, Artemisa, Mayabeque und Matanzas. Im Osten reicht der Golf bis zur Zapata-Halbinsel und hat damit eine Ausdehnung von rund 130 Kilometern von Ost nach West und rund 80 Kilometern von Nord nach Süd. Das Gewässer ist mit einer maximalen Tiefe von 61 Metern sehr flach. Zu ihm gehören auch die rund 350 kleineren Inseln des Canarreos-Archipels.
Im Golf ist ein Zentrum des Abbaus von Schwämmen.